# Sporobolus piliferus
Sporobolus piliferus là một loài thực vật có hoa trong họ Hòa thảo. Loài này được (Trin.) Kunth miêu tả khoa học đầu tiên năm 1833.